# Varvara (Radosavljević)
Varvara, imię świeckie Vera Radosavljević (ur. 21 listopada 1939 w Pričevićiu, zm. 19 czerwca 2024 w Monasterze Beočin) – zakonnica Serbskiego Kościoła Prawosławnego, przeorysza Monasterze Beočin, w latach 2019–2024.

## Życiorys
Przeorysza Varvara Radosavljević urodziła się 21 listopada 1939 roku w Pričević koło Valjeva w pobożnej rodzinie. Podstawowe wykształcenie zdobyła w rodzinnym mieście. Jej biologiczne siostry zakonne to Matka Marina i Ekaterina z klasztoru Beočina.
Droga monastyczna rozpoczęła się wraz z jego siostrą Ekateriną w 1950 roku, kiedy przybyli do Monaster Ćelije niedaleko Valjeva, jako nowicjusze pod kierunkiem przeoryszy Sary Đuketić. W 1965 roku została mnichem w Monasterze Beočin na Fruškiej gorze, i otrzymała imię zakonne Varvara. Zastali spustoszenie, w klasztorze nie było okien, drzwi, nawet drogi. Dziś, dzięki staraniom opatek Ekateriny i Varvary, Monastyr Beočin wygląda jak rajski ogród, jeden z najbardziej uporządkowanych klasztorów Eparchia sremskiej, gdzie panuje cisza i spokój i gdzie mieszka wspólnota sióstr z 20 sióstr.
Decyzją metropolity Sremu, biskupa Bazylego, po śmierci przełożonej klasztoru, przełożonej Ekaterina Radosavljević, w dniu 20 listopada 2019 została mianowana przeoryszą monasteru Beočina, gdzie pełniła funkcję przełożonym tego klasztoru i wspólnoty klasztornej już piąty rok.